# Initiative Volksentscheid Fahrrad
Die Initiative Volksentscheid Fahrrad (auch Radentscheid) ist eine 2016 gegründete Bürgerinitiative und setzt sich für eine Verkehrswende sowie die Schaffung eines Gesetzes zur Förderung des Radverkehrs („Radgesetz“) in Berlin ein. Am 14. Juni 2016 überreichte sie dem Berliner Senat den Antrag auf ein Volksbegehren für eine „sichere und komfortable Radinfrastruktur“. Da der Senat in Verhandlungen mit der Initiative und anderen zivilgesellschaftlichen Gruppen die Forderungen weitgehend übernahm, verzichtete die Initiative auf die Durchführung des Volksbegehrens. Als Ergebnis des Verfahrens wurde vom Abgeordnetenhaus von Berlin am 28. Juni 2018 das Berliner Mobilitätsgesetz beschlossen, wobei wesentliche Inhalte des Volksbegehrens in den Abschnitt zum Radverkehr übernommen wurden.

## Bürgerinitiative
Träger und finanzielle Basis der im Jahr 2016 in Berlin gestarteten bürgerlichen Initiative ist der Changing Cities e. V. (vormals Netzwerk Lebenswerte Stadt e. V.). Der Berliner Initiator Heinrich Strößenreuther hatte den Verein sowie die Initiative gegründet und war bis September 2017 dessen Vorstand. Laut Satzung ist der Zweck des auf Spenden angewiesenen Vereins die „Förderung a) des demokratischen Staatswesens, b) der Bildung von Demokratie, c) des bürgerschaftlichen Engagements zugunsten gemeinnütziger Zwecke“. Als Leitbild hat der Verein eine Stadt, die nicht vom Verkehrslärm dominiert wird, in der Mobilität allen Menschen in gleicher Weise zur Verfügung steht und die sicher, komfortabel, klimafreundlich und barrierefrei ist.

## Ziele
1. 350 km sichere Fahrradstraßen auch für Kinder,
2. Zwei Meter breite Radverkehrsanlagen an jeder Hauptstraße,
3. 75 gefährliche Kreuzungen pro Jahr sicher machen,
4. Transparente, schnelle und effektive Mängelbeseitigung,
5. 200.000-mal Fahrradparken an ÖPNV-Haltestellen und Straßen,
6. 50 Grüne Wellen fürs Fahrrad,
7. 100 km Radschnellwege für den Pendelverkehr,
8. Fahrradstaffeln und eine Ermittlungsgruppe Fahrraddiebstahl,
9. Mehr Planerstellen und zentrale Fahrradabteilungen,
10. Berlin für mehr Radverkehr sensibilisieren.[4]

## Entwicklung
In Berlin müssen Volksentscheide das dreistufige Berliner Volksgesetzgebungsverfahren mit einem Antrag auf die Durchführung eines Volksbegehrens, dem Begehren selbst und dem sich eventuell anschließenden Entscheid durchlaufen. Um den Antrag auf ein Volksbegehren erfolgreich stellen zu können, müssen in einem Zeitraum von sechs Monaten mindestens 20.000 gültige Unterschriften wahlberechtigter Berliner gesammelt und der Senatsverwaltung vorgelegt werden. Da der Volksentscheid den Erlass eines Gesetzes zum Ziel hat, ist dem Antrag auch ein begründeter Gesetzentwurf beizulegen.
Die Initiative Volksentscheid Fahrrad hatte in dreieinhalb Wochen 105.425 Unterschriften gesammelt. Damit ist sie Berlins schnellster Volksentscheid, sowohl in der Vorbereitung als auch in der Sammelphase. 70 bis 80 Prozent der Unterschriften für die Initiative Volksentscheid Fahrrad wurden durch fremde Sammler über den Download der Listen im Netz gewonnen.
 Der Plan der erfolgreichen Initiative war es dann, zusammen mit dem rot-rot-grünen Senat von Berlin als erstes Bundesland ein Radgesetz zu verabschieden. Das Vorhaben sollte ursprünglich bis Herbst 2017 umgesetzt werden. Dazu verhandelten im Sommer 2017 eine Dialoggruppe aus Mitgliedern der Berliner Regierungskoalition, der Initiative Volksentscheid Fahrrad sowie weiteren Partnern gemeinsame Eckpunkte für den Gesetzentwurf eines ganzheitlichen Mobilitätsgesetzes. Demnach soll bis 2025 der Anteil des Radverkehrs an allen zurückgelegten Wegen innerhalb der städtischen Umweltzone von derzeit 13 % auf 30 % steigen. Im gesamten Land Berlin soll der Anteil auf 20 % steigen. Außerdem verpflichtet sich Berlin der Vision Zero, also die Zahl der Verkehrstoten auf null zu senken. Während der gemeinsamen Verhandlungsrunden kritisierte die Initiative den Senat mehrfach scharf wegen angeblicher Verzögerungen. Im August 2017 wurde dann der fertige Entwurf für das bundesweit erste Mobilitätsgesetz im Berliner Senat zur Abstimmung vorgelegt. Am 12. Oktober 2017 gab die Berliner Verkehrssenatorin Regine Günther in einem Interview nebenbei bekannt, dass der avisierte Termin für die Verabschiedung des Mobilitätsgesetzes aufgeschoben werde.
Am 12. Dezember 2017 brachte der Berliner Senat in erster Lesung das Mobilitätsgesetz ein, am 20. Februar 2018 beschloss er, den Entwurf des Gesetzes zur Neuregelung gesetzlicher Vorschriften zur Mobilitätsgewährleistung beim Abgeordnetenhaus einzubringen; am 28. Juni des Jahres beschloss das Abgeordnetenhaus das Berliner Mobilitätsgesetz.

## Lokale Netzwerke in den Berliner Bezirken
Um die Umsetzung der Initiative auf Bezirksebene zu begleiten und zu beobachten, haben sich unter der Verantwortung von Changing Cities e. V. lokale Netzwerke in den einzelnen Bezirken Berlins gebildet. So sind in den Bezirken Friedrichshain-Kreuzberg, Pankow, Charlottenburg-Wilmersdorf, Tempelhof-Schöneberg, Steglitz-Zehlendorf und Mitte Gruppen nach Vorbild des, der Initiative Volksentscheid Fahrrad vorausgegangenen, Netzwerk Fahrradfreundliches Neukölln gegründet worden. Die Netzwerke stehen teilweise den Bezirks-Gruppen des ADFC nahe. Neben der kritischen und konstruktiven Begleitung der bezirklichen Verkehrspolitik und -planung organisieren sie gemeinsam Ausfahrten sowie Demonstrationen und Schweigeminuten für getötete Radfahrer.

## Initiativen zu Volksentscheiden für Radinfrastruktur in anderen Städten
In Folge des Erfolgs des Volksbegehrens für Radinfrastruktur in Berlin haben sich auch in anderen Städten und Bundesländern Deutschlands Initiativen zur Durchführung von „Radentscheid“ genannten Volksentscheiden bzw. Bürgerentscheiden zur Verbesserung der Infrastruktur für den Fahrradverkehr gegründet, teils mit Unterstützung der Vereine ADFC, Verkehrsclub Deutschland oder Changing Cities. Stand Juli 2022 wurden in folgenden Städten und Bundesländern Initiativen gestartet:
- Bayern (Land)[19]
- Bochum[20]
- Brandenburg (Land)[21]
- Detmold[22]
- Dresden[23]
- Esslingen[24]
- Freising[25]
- Groß-Gerau[26]
- Heidelberg[27]
- Hessen (Land)[28]
- Jena[29]
- Kaarst[30]
- Karlsruhe[31]
- Koblenz[32] bis Juni 2021 in Abwartung der städtischen Pläne ausgesetzt[33]
- Lübeck[34]
- Lüneburg[35]
- Magdeburg[36]
- Mannheim[37]
- Mönchengladbach[38]
- Neu-Ulm[39]
- Offenbach am Main[40]
- Osnabrück[41]
- Ravensburg[42]
- Schwerin[43]
- Tübingen[44]
- Ulm[45]
- Weilheim in Oberbayern Unterschriftenübergabe an die Stadt am 22. Oktober 2020[46]
- Weimar[47]
- Weingarten[42]
- Wien, (Österreich)[48]

### Erfolgreiche Initiativen

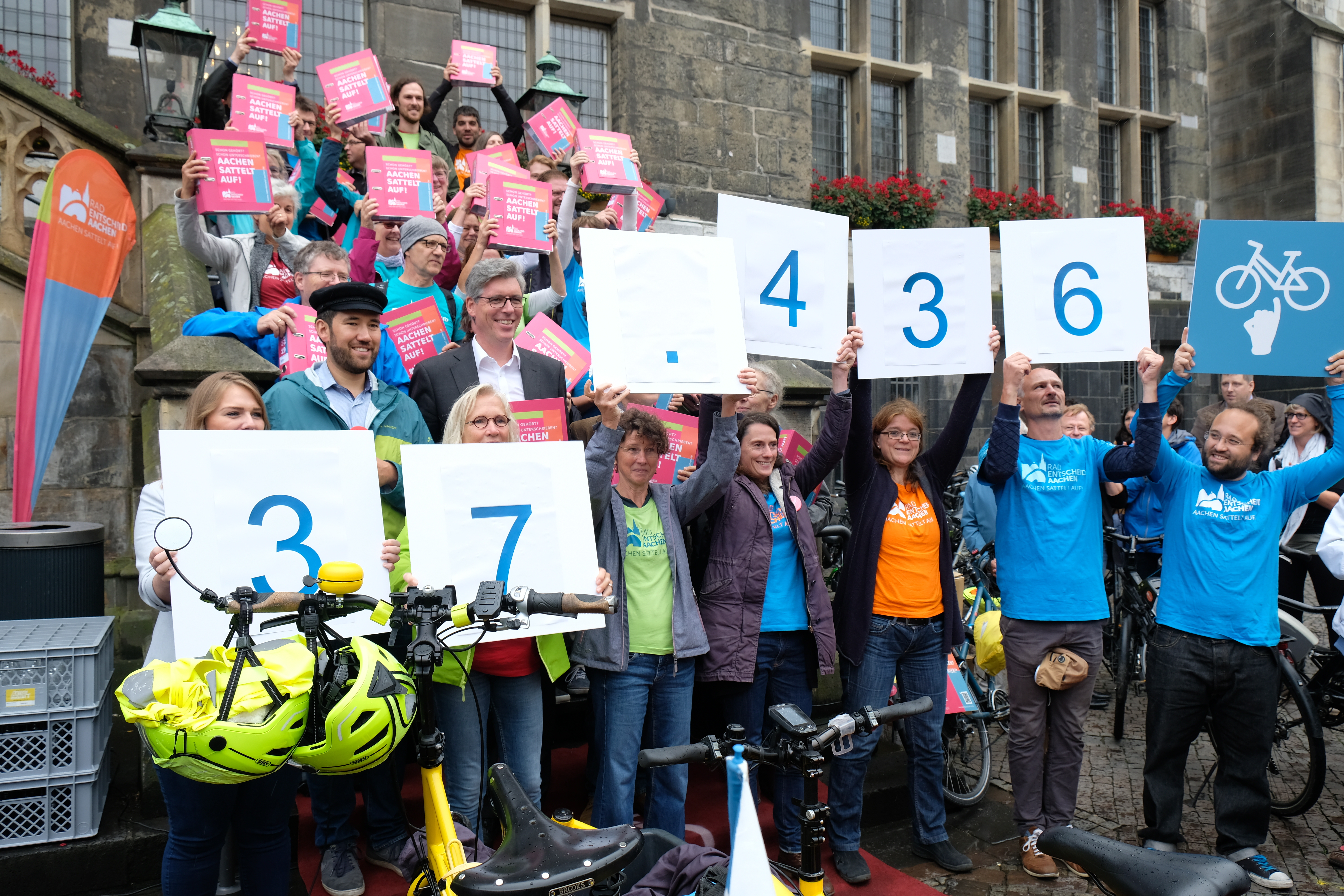
25 prall gefüllte Ordner mit Unterschriften übergaben Aktive des Radentscheids Aachen am 1. Oktober 2019 an Aachens Oberbürgermeister Marcel Philipp

- Aachen am 6. November 2019 hat der Stadtrat dem Bürgerbegehren entsprochen.[49]
- Augsburg[50] im Juli 2021 durch einen Vertrag mit der Stadtregierung abgewendet. „In den Verhandlungen über den Vertrag konnten sie der Stadt nun deutlich konkretere Verpflichtungen abringen.“[51]
- Bamberg am 31. Januar 2018 Ziele vom Stadtrat beschlossen[52][53]
- Bielefeld am 18. Juni 2020 Stadtratsbeschluss über einen Vertrag mit der Initiative Radentscheid zur weitgehenden Übernahme der Ziele[54]
- Bonn am 4. Februar 2021 Beschluss des Hauptausschusses der Stadt dem Bürgerbegehren „Radentscheid“ zu entsprechen.[55]
- Braunschweig am 14. Juli 2020 Beschluss des Stadtrats über den interfraktionellen Antrag „Radverkehr in Braunschweig“, der die wesentlichen Maßnahmen aus dem Radentscheid aufgreift und durch weitere Maßnahmen ergänzt[56]
- Darmstadt am 30. August 2018 von der Stadtverordnetenversammlung als unzulässig abgelehnt, den Zielen jedoch mit entsprechenden Investitionsbeschlüssen entsprochen[57]
- Erfurt[58] am 9. Juni 2021 stimmte Stadtrat mehrheitlich für die Ziele des Radentscheids[59]
- Erlangen[60] am 24. Februar 2021 beschließt der Stadtrat den „Zukunftsplan Fahrradstadt Erlangen“, der inhaltlich die Forderungen des Radentscheids enthält[61][62]
- Essen am 26. August 2020 Beitritt des Stadtrats zum Radentscheid[63]
- Marl am 25. Juni 2020 entsprach der Stadtrat per Beschluss dem Bürgerbegehren[64][65]
- Nürnberg[66] am 27. Januar 2021 beschließt der Stadtrat einen Mobilitätspakt, der inhaltlich im Themenfeld „Fahrrad“ die Forderungen des Radentscheids enthält[67]
- Nordrhein-Westfalen am 18. Dezember 2019 stimmte der Landtag der Volksinitiative Aufbruch Fahrrad zu und beauftragte das Verkehrsministerium, ein Fahrradgesetz für NRW zu erarbeiten[68]

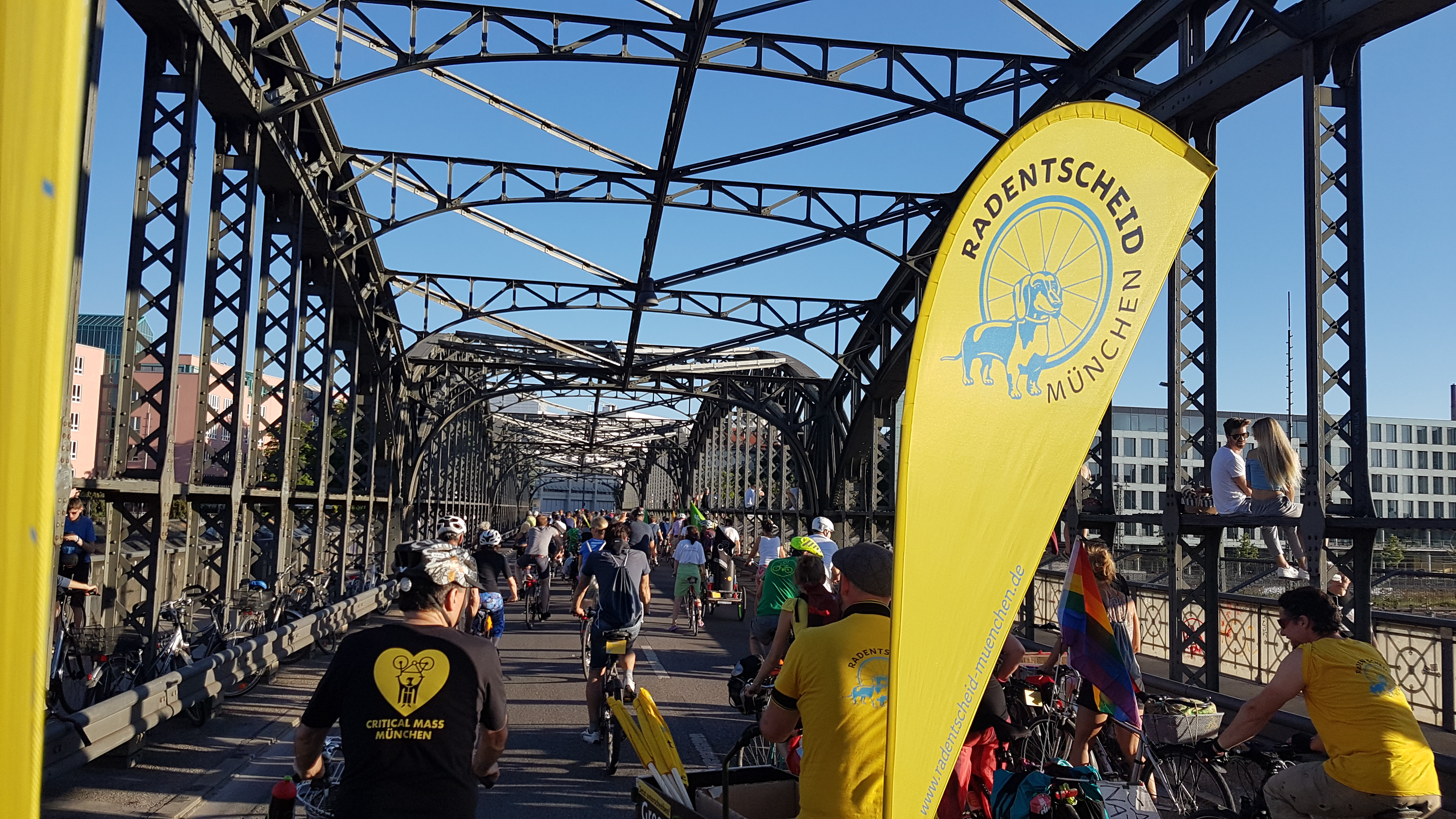
Unterstützende des Radentscheid München fahren bei einer Demonstration über die Hackerbrücke, Juni 2019

- München am 24. Juli 2019 Beschluss des Stadtrats, die Forderungen des Radentscheids gemeinsam mit denen des Bürgerbegehrens Altstadt-Radlring vollumfänglich umzusetzen[69][70]
- Regensburg am 21. November 2019 Stadtratsbeschluss zur Übernahme der Forderungen[71][72]
- Rosenheim am 4. März 2020 Beschluss des Stadtrats zur Übernahme des Bürgerbegehrens[73]
- Rostock am 6. November 2019 beauftragte die Bürgerschaft den Oberbürgermeister, die zehn Ziele des Radentscheids möglichst weitgehend umzusetzen[74]
- Schwerin: am 26. April 2021 lehnte der Stadtrat Schwerin die Übernahme der Ziele und Inhalte des Bürgerbegehrens ab. Zuvor wurde die erforderliche Unterschriftenzahl weit übertroffen und das Begehren als rechtlich zulässig anerkannt. Mit der Ablehnung sollte es am 26. September 2021 zum deutschlandweit ersten Bürgerentscheid zu einer Radentscheid-Initiative kommen.[75] Dies wurde jedoch aufgrund einer Beanstandung des Innenministeriums abgewendet. In der Folge beschloss der Schweriner Stadtrat dennoch die wesentlichen Ziele des Bürgerentscheids[76]
- Würzburg Am 26. November 2019, 13 Tage nach Beginn der Unterschriftensammlung, übernahm der Stadtrat alle Ziele als Grundsatzbeschluss und machte damit das Bürgerbegehren überflüssig[77]
- Zürich (Schweiz) Am 27. September 2020 stimmte die Zürcher Stimmbevölkerung mit 70,5 Prozent pro Volksinitiative[78]

### Teilweise erfolgreiche Initiativen
- Bremen am 2. Oktober 2020 Kompromissbeschluss der Deputation[79]
- Hamburg am 6. Mai 2020 Beschluss der Bürgerschaft über die im April erfolgte Einigung mit der Initiative des Radentscheids Hamburg (vorab Rücknahme der Volksinitiative)[80][81]
- Frankfurt am Main im Juni 2019 zwischen Radentscheid und Stadtspitze Einigung auf ein umfangreiches Maßnahmenpaket für besseren Radverkehr in Frankfurt; dafür Verzicht auf die weitere Verfolgung des Bürgerentscheides durch die Initiative; am 29. August 2019 Beschluss der Umsetzung durch die Stadtverordnetenversammlung[82][83]
- Freiburg im Breisgau vom Rechtsamt der Stadt als unzulässig erklärt, jedoch beauftragte der Gemeinderat am 8. Dezember 2020 die Stadtverwaltung mit der Umsetzung der Zielvorstellungen[84] und beschloss am 27. April 2021 die dafür erforderlichen Mittel im Haushalt der Gemeinde[85]
- Göttingen am 09. Juni 2024 wurde einer von zwei Volksentscheiden angenommen. Die Bürgerinnen und Bürger sprachen sich für eine allgemeine Förderung des Radverkehrs aus, lehnten aber eine konkrete Maßnahmenliste aus ca. 30 Einzelvorhaben ab.[86]
- Kassel im September 2019 Teilübernahme der Ziele per Beschluss der Kasseler Stadtverordnetenversammlung[87]
- Stuttgart am 21. Februar 2019 Aufgreifen vieler Forderungen des Radentscheids im Grundsatzbeschluss des Gemeinderats zum Radverkehr[88]

### Abgebrochene Initiativen
- Bayreuth Weite Teile des Bürgerbegehrens erklärte das Rechtsamt der Stadt Bayreuth im September 2020 für unzulässig. Ein daraus als Kompromiss entwickelter interfraktioneller Antrag fand im Stadtrat am 26. November 2020 keine Mehrheit. Daraufhin zog die Initiative ihr Begehren zurück.[89]